# Seringia arborescens
Seringia arborescens là một loài thực vật có hoa trong họ Cẩm quỳ. Loài này được (W.T. Aiton) Druce miêu tả khoa học đầu tiên.